# Őrök (képregény)
Az Őrök kitalált robotok a Marvel Comics képregényeiben. A robotokat Stan Lee író, és Jack Kirby rajzoló/társíró alkotta meg. Első megjelenésük az X-Men 14. számában volt, 1965-ben.
Az Őrök első generációját dr. Bolivar Trask fejlesztette ki. A robotok elsődleges rendeltetése a mutánsok elfogása vagy megsemmisítése volt. Az évek során az Őrök számos új típusa tűnt fel, melyeket magán vagy félkatonai csoportok fejlesztettek és gyártottak le. Egy szokványos Őr három emelet magas, képes repülni, és energiacsapást mérni, valamint képes érzékelni a mutánsok jelenlétét és nyomon követni azokat.